# سيغوندو كاستيو
سيغوندو كاستيو (مواليد 15 مايو 1982 في سان لورينزو - الإكوادور) لاعب كرة قدم إكوادوري يلعب حاليا لصالح نادي الهلال السعودي في مركز الوسط المدافع . .
يلعب حالياً لصالح نادي الهلال السعودي

## روابط خارجية
- سيغوندو كاستيو على موقع الاتحاد الدولي (مؤرشف)  (الإنجليزية)
- سيغوندو كاستيو على موقع قاعدة بيانات كرة القدم.إي يو (الإنجليزية)
- سيغوندو كاستيو على موقع ناشيونال فوتبول تيمز (الإنجليزية)
- سيغوندو كاستيو على موقع Soccerbase.com (لاعب) (الإنجليزية)
- سيغوندو كاستيو على موقع Soccerway.com (الإنجليزية)
- سيغوندو كاستيو على موقع عالم كرة القدم.نت (الإنجليزية)
- سيغوندو كاستيو على موقع كووورة
- سيغوندو كاستيو على موقع AS.com (الإسبانية)